# Zygopetalum rigbyanum
Zygopetalum rigbyanum är en orkidéart som beskrevs av Augusto Ruschi.
Zygopetalum rigbyanum ingår i släktet Zygopetalum och familjen orkidéer. Inga underarter finns listade i Catalogue of Life.